# Brestovec (okres Myjava)
Brestovec je obec na Slovensku v okrese Myjava. Obec vznikla v roce 1955 odčleněním od města Myjavy. Žije zde 962 obyvatel.

## Přírodní poměry
Obec se nachází v kopcovité krajině mezi Malými Karpaty na jihu a Bílými Karpaty na severu u hranic s Českou republikou, přibližně 4 kilometry severně od okresního města Myjava. Město Nové Mesto nad Váhom se nachází asi 30 kilometrů východně od obce a město Senica asi 20 kilometrů na západ.
Tok Myjavy a přilehlé břehové porosty jsou chráněny jako přírodní památka Rieka Myjava.

## Pamětihodnosti
V katastru obce byl v roce 1927 vybudován na železniční trati Veselí nad Moravou – Nové Mesto nad Váhom v úseku Myjava – Vrbovce železniční tunel dlouhý 2 422 metrů. Ve své době to byl nejdelší tunel v Československu a o své prvenství přišel v roce 1931.